# كأس الاتحاد الكويتي 2007–08
أقيمت بطولة كأس الاتحاد الكويتي في موسم 2007/2008، وقد شارك في البطولة 14 نادي، وقد قسمت الفرق إلى مجموعتين، ويتأهل أول وثاني كل مجموعة إلى الدور النصف نهائي، ولا يشارك لاعبوا منتخب الكويت لكرة القدم الأول والأولمبي في البطولة، وذلك لارتباط الأول في تصفيات آسيا لكأس العالم لكرة القدم 2010، والثاني في كأس الخليج الأولمبي 2008.

## الدور التمهيدي

### المجموعة الأولى
- نادي الكويت 15 من 6 مباريات
- نادي العربي الكويتي 11 من 6 مباريات
- نادي كاظمة 10 من 6 مباريات
- نادي الصليبيخات 10 من 6 مباريات
- نادي الفحيحيل 9 من 6 مباريات
- نادي اليرموك 3 من 6 مباريات
- نادي الساحل الكويتي نقطتين من 6 مباريات

### المجموعة الثانية
- نادي القادسية الكويتي 13 نقطة من 6 مباريات
- نادي الجهراء 12 نقطة من 6 مباريات
- نادي السالمية 11 نقاط من 6 مباريات
- نادي النصر الكويتي 10 نقاط من 6 مباريات
- نادي خيطان 6 نقاط من 6 مباريات
- نادي الشباب الكويتي 5 نقاط من 6 مباريات
- نادي التضامن الكويتي نقطتين من6 مباريات

## الدور النصف نهائي
- نادي الكويت × نادي الجهراء (1:1) (1:3)
- نادي القادسية الكويتي × نادي العربي الكويتي (1:2)

## مباراة تحديد المركزين الثالث والرابع
- نادي الجهراء × نادي العربي الكويتي (1:1) (4:5)

## النهائي
- نادي الكويت × نادي القادسية الكويتي (1:1) (4:3)

سجل هدف الكويت : زياد الجزيري
سجل هدف القادسية : حمد العنزي

## الهداف
- خالد عجب (الكويت) 7 أهداف.